# Allée Jeannine-Worms
L'allée Jeannine-Worms est une voie du 8e arrondissement de Paris, en France.

## Situation et accès

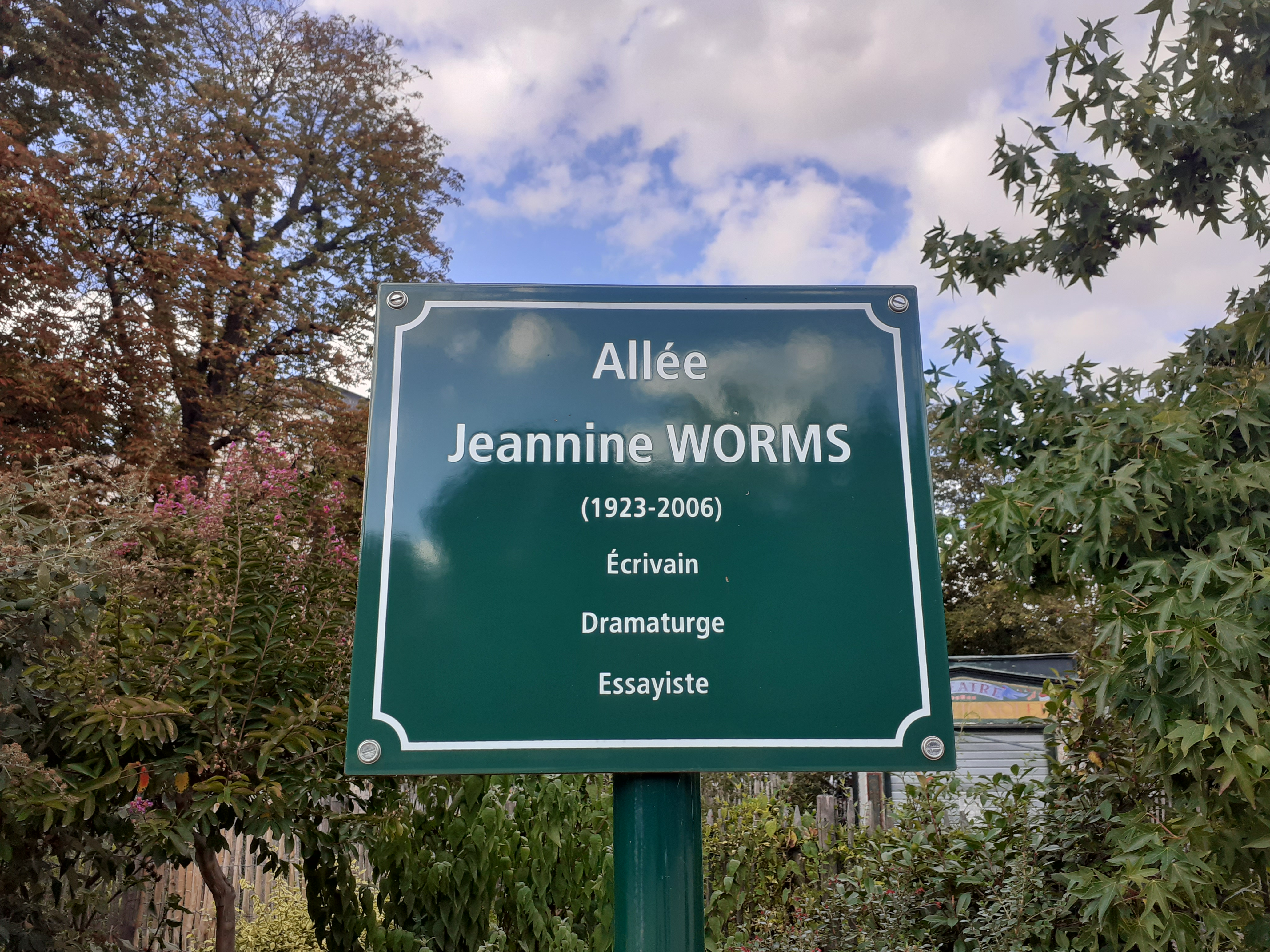
Plaque de l'allée.

L'allée Jeannine-Worms est une voie située dans le 8e arrondissement de Paris. 
Purement piétonne, elle débute avenue Matignon et se termine devant le théâtre Marigny, traversant les jardins des Champs-Élysées parallèlement à l'avenue des Champs-Élysées sur son côté nord. 
Elle fait partie du carré Marigny.

## Origine du nom
Elle porte le nom de la dramaturge française Jeannine Worms (1923-2006).

## Historique
La dénomination date de 2018, par vote du Conseil du 8e arrondissement, puis du Conseil de Paris.

## Bâtiments remarquables et lieux de mémoire
- L'avenue des Champs-Elysées
- Le théâtre Marigny
- Le palais de l'Élysée
- La fontaine du Cirque
- Le carré Marigny